# 오다와라성

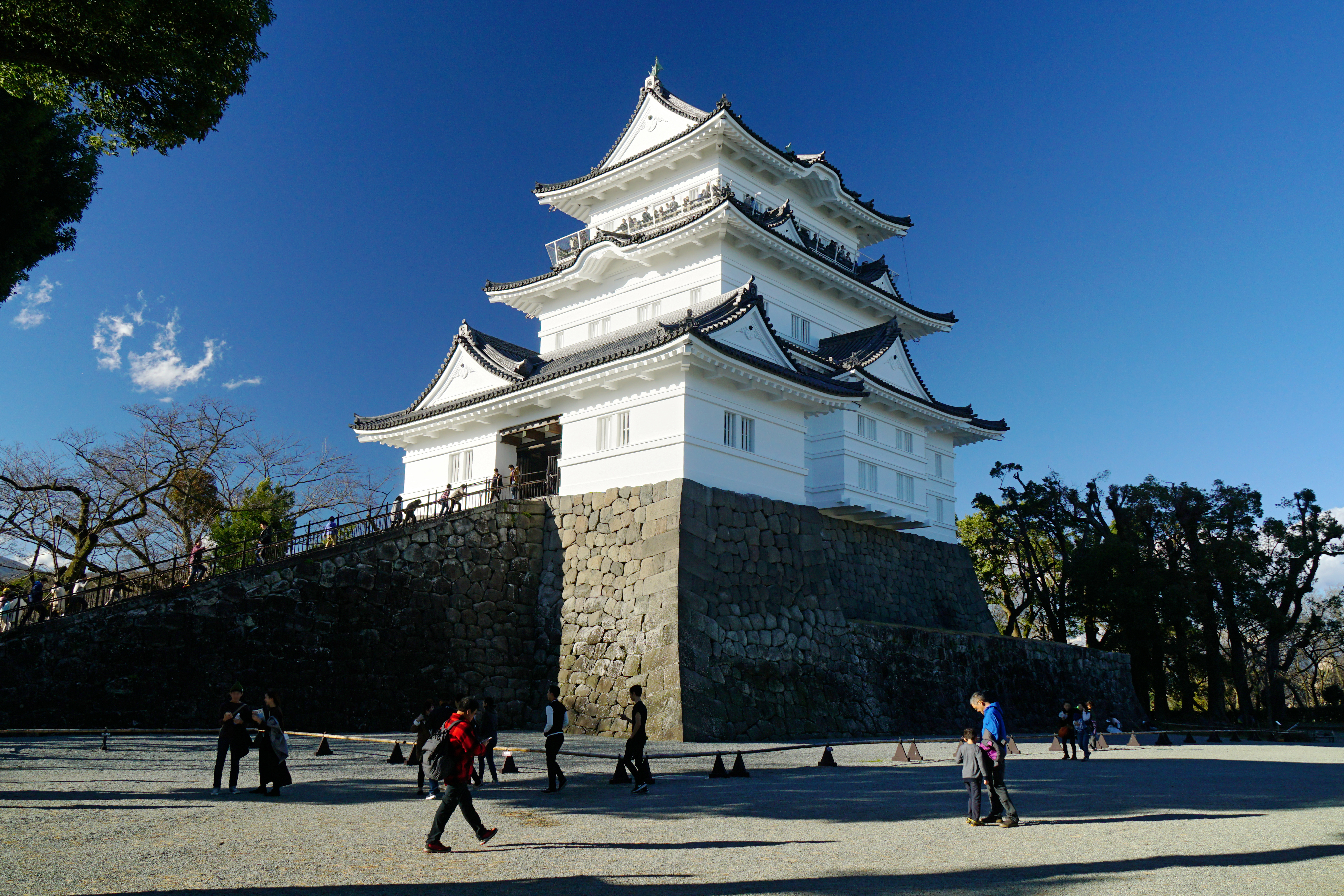
천수

오다와라성(일본어: 小田原城)은 가나가와현 오다와라시에 있는 평산성이다. 센고쿠 시대부터 에도 시대에 걸쳐 있었던 성으로, 에도 시대에는 오다와라번의 번청으로 사용되었다. 국가 사적으로 지정되었다.

## 개요
호조 가문의 거관은 현재 천수 주변에 있었고, 야하타 산을 배후에 두었다. 호조 가문이 이 지역을 지배하기 전에 이 지역을 지배하였던 오모리 가문의 거관도 그러했을 것이라 추측하고 있다. 호조 우지야스가 성주로 있을 때는 우에스기 겐신, 다케다 신겐의 공격을 격퇴하였으며, 센고쿠 시대 굴지의 견성이었다. 호조 가문의 오다와라 성은 야하타 산으로부터 바다로 이어지는 총연장 9km의 성루와 빈해자로 오다와라 마을 전체를 휘감은 소가마에를 가졌다. 그전까지 볼 수 없었던 대규모의 성이었다.
1614년 도쿠가와 이에야스는 스스로 군을 이끌고 오다와라 성의 소가마에를 파괴하였다. 지방의 성곽에 이와 같은 대규모의 소가마에를 두는 것을 경계했다는 설도 있다.
현재 오다와라 성터의 주요 성곽은 오쿠보 가문이 성주로 부임했을 때 조성된 것이다. 에도 시대 말기에는 해안에 3기의 포대가 건설되었다. 간토에서는 드물게 주요부분은 모두 석벽으로 지어진 성이다. 현재와 같이 석벽으로 된 것은 1632년부터 시작된 대수리가 끝난 후의 일이다. 2대 번주 오쿠보 다다치카 때에는 정쟁에 말려 영지가 몰수되었다. 잠시나마 2대 쇼군 도쿠가와 히데타다가 은거할 장소로 여겼지만, 실현되지는 않았다.
그 후, 조다이를 두어 성을 관리했었지만, 곧 아베 가문, 이나바 가문, 그리고, 다시금 가문의 명예를 회복한 오쿠보 가문이 성주로 역임하였다. 오다와라 번은 막부에서 중시하였던 곳으로 하코네에 관문을 두었다. 더욱이 오다와라 번은 지번으로 오기노 야마나카 번을 두었으며, 1633년과 1703년에는 대지진으로 막대한 피해를 입기도 하였다. 이 지진으로 오다와라 성의 천수와 망루가 파괴되었고, 1706년 천수가 재건되었지만, 메이지 시대 성내의 건물과 구조물이 해체되었다.

## 역사
무로마치 시대
원래는 헤이안 시대 말기, 사가미 국의 호족 도히 가문의 일족인 고바야카와 도오히라 (고바야카와 가문의 시조)의 거관이었고, 1416년 우에스기 젠슈의 난에서 도히 가문이 실각하자, 오모리 가문이 찬탈하였다.
1495년 (단 이후라는 설도 있음), 이즈 국을 지배하는 이세 모리토키 (후에 호조 소운)이 오모리 후지요리로부터 성을 빼앗아, 이후, 호조 가문의 거성으로 되었고, 간토 남부의 정치 경제의 중심지로 되었다.
아즈치모모야마 시대
1590년 도요토미 히데요시가 천하통일을 달성하기 위해 반감을 가지고 있던 호조 가문의 거성인 오다와라 성을 공격한다. 이에 간토에서 호조 가문과 적대시 한 가문인 우쓰노미야, 사타케 가문등도 히데요시의 편에 서 참진하였다. 일반적으로 오다와라 정벌로 불리는 이 전투에서 히데요시는 압도적인 물량공세로 성을 포위공격하였고, 이와 함께 별동대로 호조 가문의 각 지성을 각개격파하여 고립시켰다. 그 후 3개월뒤, 호조 가문은 항복하였다. 이 공성전 동안 호조 가문 안에서는 “화의냐” “항전이냐”를 둘러싼 논쟁이 있었고, 결국 결론을 내지 못했다. 여기에 기인한 고사로 오다와라 효조(小田原評定)이란 말이 생겨났다. 이 후, 히데요시는 우쓰노미야 구니쓰나와 함께 시모쓰케 국 우쓰노미야로 군대를 이동시켰고, 오다와라 정벌에 참가한 도호쿠 지방의 여러 다이묘의 처우를 결정하였다. 이로써 히데요시는 일본 전토의 통일을 완수하였다.
에도 시대
전후, 도요토미 히데요시는 호조 가문의 영지는 도쿠가와 이에야스에게 주어 간토로 전봉시켰다. 에도 성을 거처로 삼은 이에야스는 측근인 오쿠보 다다요에게 오다와라 성을 주었다. 이후, 17세기를 제외한 메이지 시대까지 오쿠보 가문의 거성으로써 오다와라번의 번청으로 사용되었다. 한편 호조 가문의 일족인 호조 우지모리가 가와치 국 사야바 번의 번주로 호조 가문의 명맥을 이었다.
메이지 시대 이후
1870년(메이지 3년)부터 1872년(메이지 5년)에 걸쳐, 성내의 건조물은 대부분 파괴 매각되었고, 천수대에는 신사가 건립되었다. 1901년(메이지 34년) 성내에 황실의 별장인 고요테이(御用邸)가 설치되었다. 1909년(메이지 42년) 유일하게 파괴되지 않았던 니노마루 단층 망루를 개수하였다.
1923년(다이쇼 12년) 9월 1일 간토 대지진으로 황실 별장이 크게 훼손되어 그 후 별장으로 사용되지 않았다. 니노마루 단층 망루와 석벽도 큰 피해를 입었기 때문에 1930년(쇼와 4년)부터 1931년(쇼와 5년)에 걸쳐 석벽을 다시 쌓았지만, 이전 보다 낮게 쌓았다. 또, 1935년(쇼와 9년) 지진으로 훼손된 단층 망루도 스미 망루로써 재건하지만, 예산부족으로 규모가 반으로 축소되었다. 1950년(쇼와 25년) 지진으로 훼손된 천수대의 정비하였다.
그 후, 오다와라 성터는 오다와라 성터 공원으로 정비되었고, 1960년(쇼와 35년) 천수가 철근콘크리트 구조로 재건되었다. 하지만, 전에 없었던 천수대의 최상부의 난간이 오다와라시의 요청에 따라 설치되었어, 본래의 모습을 잃었다. 천수에 오르면 태평양과 히데요시가 쌓았다고 전해지는 이시가키 산성을 조망할 수 있다. 현재 오다와라 시에서는 성의 중심부를 에도 말기의 오다와라 성의 모습을 재현하려는 계획에 있고, 그 일환으로 1971년(쇼와 46년)에 도키와기 문을 철근콘크리트로 재건하였고, 1997년(헤세 9년) 아카가네 문을 복원했으며, 현재 우마다시 문의 복원작업을 하고 있다.
2006년(헤세 18년) 4월 6일 일본 100대 명성에 선정되었다.

## 구조
중세 시대의 오다와라 성은 혼마루를 하치만 산위에 조성하였고, 현재 오다와라 성의 혼마루 부근에 거관을 건립하였다. 성의 가장 높은 곳에는 종루를 설치하여 주변의 적을 경계하였다. 또, 마을 전체를 성루와 빈 해자를 조성하여 외성을 축조하였다. 이 외성은 후에 지어진 오사카 성의 외성을 능가하는 것이었다.
근세 오다와라 성은 오쿠보 다다요, 이나바 마사카쓰에 의해 개축되어, 현재의 오다와라 성의 형태를 띠게 된다. 혼마루를 중심에 그 동쪽에 니노마루와 산노마루를 둘렀고, 혼마루 서쪽에는 효부이와쿠루와, 남쪽에는 고미네쿠루와, 북쪽에는 오쿠라마이쿠루와를 두어 사방을 견고히 하였다. 그 외에도 니노마루 주변에 각각의 작은 구루와을 두어 방비하였고, 이 작은 구루와는 우마다시로 기능하였다. 혼마루에는 천수각과 마스가타를 갖춘 이중문을 설치하였고, 니노마루에는 거관 및 단층망루를 각각 설치하였다. 오다와라 성 전체에는 문이 13동, 망루가 8기 정도 세워졌다고 사료된다. 또, 에도 시대 말기에 해안 방비를 위해 포대를 조성하였다.